# Nederlanders in het Qatarese voetbal
Nederlanders in het Qatarese voetbal geeft een overzicht van Nederlanders die een contract hebben (gehad) bij Qatarese voetbalclubs uit de hoogste drie divisies.

## Voetballers
| Naam             | Club         | Van  | Tot  | Opmerkingen |
| ---------------- | ------------ | ---- | ---- | ----------- |
| Frank de Boer    | Al-Rayyan    | 2004 | 2005 |             |
| Frank de Boer    | Al-Shamal    | 2005 | 2006 |             |
| Ronald de Boer   | Al-Rayyan    | 2004 | 2005 |             |
| Ronald de Boer   | Al-Shamal    | 2005 | 2008 |             |
| Jamal Dibi       | Umm-Salal SC | 2006 | 2006 |             |
| Jamal Dibi       | Al-Ahli      | 2008 | 2008 |             |
| Anouar Diba      | Al-Wakrah    | 2007 | 2008 |             |
| Delano Hill      | Al-Wakrah    | 2008 | 2009 |             |
| Elbekay Bouchiba | Al-Wakrah    | 2008 | 2011 |             |
| Saïd Boutahar    | Al-Wakrah SC | 2011 | 2012 |             |
| Saïd Boutahar    | Umm-Salal SC | 2012 | 2013 |             |
| Saïd Boutahar    | Al-Wakrah SC | 2014 | 2014 |             |
| Saïd Boutahar    | Al-Shamal    | 2014 | 2016 |             |

## Hoofdtrainers
| Naam             | Club        | Van  | Tot  | Opmerkingen |
| ---------------- | ----------- | ---- | ---- | ----------- |
| Mark Wotte       | Al-Ahli     | 2006 | 2006 |             |
| Co Adriaanse     | Al-Sadd     | 2007 | 2008 |             |
| René Meulensteen | Al-Gharrafa | 1999 | 2000 |             |
| René Meulensteen | Al-Sadd     | 2000 | 2001 |             |

## Overige functies
| Naam             | Club      | Van   | Tot   | Opmerkingen       |
| ---------------- | --------- | ----- | ----- | ----------------- |
| Chris Kronshorst | Al-Sadd   | 2007  | 2008  | techniektrainer   |
| Leo van Veen     | Al-Sadd   | 2007  | 2008  | assistent-trainer |
| Frans Thijssen   | Al-Wakrah | 2004  | 2006? | jeugdtrainer      |
| Frans Thijssen   | Qatar SC  | 2006? | 2008  | jeugdtrainer      |

Voetbalbonden ·
Albanië ·
Angola ·
Armenië ·
Australië ·
Azerbeidzjan ·
Bahrein ·
België ·
Bhutan ·
Bulgarije ·
Canada ·
China ·
Congo-Kinshasa · 
Cyprus ·
Denemarken ·
Duitsland ·
Egypte ·
Engeland ·
Estland ·
Ethiopië ·
Faeröer ·
Filipijnen ·
Finland ·
Frankrijk ·
Georgië ·
Ghana ·
Griekenland ·
Hongarije ·
Hongkong ·
Ierland ·
IJsland ·
Indonesië ·
Iran ·
Israël ·
Italië ·
Japan ·
Kazachstan ·
Koeweit ·
Litouwen ·
 Luxemburg ·
Maleisië ·
Malta ·
Marokko ·
Mexico ·
Namibië ·
Nieuw-Zeeland ·
Noorwegen ·
Oekraïne ·
Oezbekistan ·
Oostenrijk ·
Polen ·
Portugal ·
Qatar ·
Roemenië ·
Rusland ·
Rwanda ·
Saoedi-Arabië ·
Schotland ·
Singapore ·
Slovenië ·
Slowakije ·
Spanje ·
Tanzania ·
Turkije ·
Tuvalu ·
VAE ·
Venezuela ·
Verenigde Staten ·
Vietnam ·
Zimbabwe ·
Zuid-Afrika ·
Zuid-Korea ·
Zweden ·
Zwitserland